# Cnidium sinchianum
Cnidium sinchianum là một loài thực vật có hoa trong họ Hoa tán. Loài này được K.T.Fu mô tả khoa học đầu tiên năm 1981.